# Сателіт (акустика)
Сателіт (акустика)
Ця стаття містить небагато інформації. Ви можете допомогти проєкту, додавши джерела або деталізацію.
Компонент акустичної системи невеликого розміру, що використовується разом із сабвуфером для відтворення середнього та високочастотного діапазонів.

## Конструкція та призначення
Сателіти — це звукові колонки компактних розмірів (зазвичай до 20 см у висоту), призначені для відтворення середньо- та високочастотної складової сигналу. Через обмеження у відтворенні низьких частот їх доповнює сабвуфер, що відповідає за бас.

## Типи акустичних систем
Сателіти з сабвуфером комбінуються в конфігураціях, позначуваних як «X.Y», — де X – кількість сателітів, Y – кількість сабвуферів. Нині найпоширеніші варіанти:
- 2.1 — два сателіти + сабвуфер;
- 5.1 — п’ять сателітів (фронтальні + тилові + центральний канал) + сабвуфер;
- 7.1 — сім сателітів + сабвуфер.

## Історія терміна
Тermin «сателіт» (від англ. satellite) виник для позначення допоміжного, «супутнього» динаміка в аудіосистемах, що відіграє фонову роль. Саме в контексті домашніх кінотеатрів і мультимедійних установок він набув поширення.

## Приклади систем
- Стандарти домашнього кінотеатру: 5.1, 7.1.
- Вбудовувані сателіти Burmester — стриманий дизайн для інтер’єру.